# 神経性やせ症
神経性やせ症（しんけいせいやせしょう、英: anorexia nervosa ; AN）とは、極度の栄養摂取拒否とそれによる病的な痩せを主徴とする神経性の摂食障害であり、精神疾患の一種である。以前は神経性無食欲症と呼ばれ、一般には拒食症の名で知られている。1689年にこの病気はイギリスのモートンR.Mortonにより初めて症状例が記載され，1873年にウィリアム・ガル(W.W.Gull)により命名された。摂食行動の異常としては、不食のほかに盗み食い、激しい過食などもみられ、また嘔吐・下剤乱用もある。身体症状としては、やせ以外に無月経がほとんど必発する。患者の多くは若年層の女性であり、ボディ・イメージへの強迫観念（「自分は太っている」と考えること）、食物摂取の不良または拒否、体重減少を特徴とする。アノレキシア（アノレクシア）とも言われる。他には、神経性食欲不振症、神経性食思不振症、思春期やせ症（青春期やせ症）とも言われる。
当疾患および神経性過食症をあわせた「中枢性摂食異常症（摂食障害）」は厚生労働省の特定疾患に該当し、重点的に研究が進められている。
様々な有効な治療法が開発されており、適切な治療を通して症状が消失する（「神経性無食欲症#治療」を参照）。

## 定義
神経性無食欲症は心理的要因・社会的要因・生物学的要因によって生じる、摂食行動の障害となって現れる精神障害である。特に心理的要因（ストレス）によるところが多く、慢性経過をとることが多い。近年日本において増加傾向にあり、また抑うつを伴ったり身体的疾患を合併することもあり、心身に与える影響は大きい。
摂食障害は大きく拒食症、過食症に分類される。拒食と過食は相反するもののように捉えがちだが、拒食症から過食症に移行するケースが約60 - 70%みられたり、「極端なやせ願望」あるいは「肥満恐怖」などが共通し、病気のステージが異なるだけの同一疾患と考えられている。よって拒食症、過食症を区別する指標は、基本的には正常最低限体重を維持しているかどうかのみである。アメリカでは平均体重の85%以下が拒食症に分類されているが、日本では80%以下とされている。
精神分析医のヒルデ・ブルックは摂食障害を「これは食欲の病気ではありません。人からどう見られるのかということに関連する自尊心の病理です」と指摘している。摂食障害患者は根源的否定感を抱えており、食行動の異常の背景には茫漠たる自己不信が横たわっていると理解される。その不安を振り払うために強迫的に完全を志向するのである。摂食障害は境界性パーソナリティ障害、自己愛性パーソナリティ障害との合併、あるいはそれらパーソナリティ障害の部分症状として顕在化しているケースも多い。
典型的なANの患者では、体重を落とすために始めたダイエットで達成感が得られ、体重を落とすことを止められなくなってしまう。低体重であっても自分の体重を多すぎると感じ、さらに体重を減らすことを望む。鏡を見ても「まだまだ痩せられる」と感じるのみであり、体重が低すぎるとは考えない。宗教上の理由から断食をする場合、政治的目的から断食によるストライキを行う場合、あるいはカロリーを制限することで長寿が達成できるという健康上の信念を持っている場合に、食事を摂らないか極端に食事の摂取量を減らす例があるが、これらはANではない。
時にANは拒食の反動から過食を伴ったり、その他非定型性の摂食障害へと病像が変化する場合がある。

## 歴史

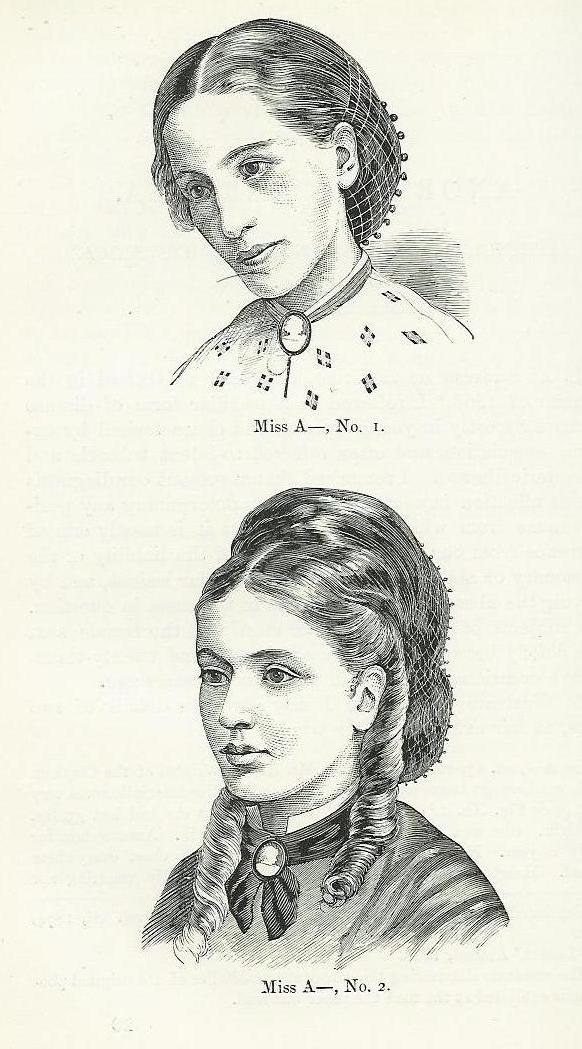
ウィリアム・ガルが1874年の論文より、回復前と回復後の様子のイラスト。

古くは宗教的な意味合いから拒食になるケースが多く、増え始めたのは13世紀頃である。一般的に、19世紀までは病気として扱われたことはなかった。ルドルフ・ベルの『聖なる拒食』(Holy Anorexia)には中世イタリアのカトリック261人の拒食聖女の記録がある。これらの聖女はほとんどが思春期の女性であった。聖カタリナは16歳頃からパンと生野菜と水しか摂取せず、25歳までにはほとんどの食事を採らなくなったが、非常に活動的で各地を渡り歩いた。聖クララは月水金は何も食べず、他の曜日もわずかしか食べず病気になり、聖フランシスコとアッシジ司教が毎日1.5オンスのパンを食べるように命じ、回復したという。これらの聖人の拒食は、禁欲業としての断食のレベルをはるかに超えるものであった。彼女達は貴族や富裕層の出身であり、親の結婚強要など、世俗の慣習から逃れる為に、宗教的救いを求めた結果の拒食とも言える。
その一方で、医学的な捉え方は17世紀末から出始めている。1689年にジェイムズ二世の侍医であるリチャード・モートンが、拒食症の症例を初めて病気として記述した。その後の1874年には、ヴィクトリア女王の御典医であったウィリアム・ガルが、ヒステリーや神経病をもとにして拒食症という病気を取り出し、"anorexia nervosa"（神経性無食欲症）と呼称した。19世紀後半以降から、英米仏の中産階級の子女たちの間で拒食症は大流行する。この病気の流行はこの時代の家父長制度によって抑圧され、出口を失った女性の生のエネルギーが自己破壊に向かったものとする見方がある。また、現代に至り[痩身＝女性美]と考える社会風潮が拒食症を増やす要因になっているという見方もある。

## 症状
自分の思う通りにならない自分を、摂食行動において完璧にコントロールし、痩せを維持できることは、万能感・高揚感を与えてくれる体験である。食事をコントロールし、自らの体を過度にコントロールしようとする心性の背後には慢性的な不安が控えており、摂食障害者は一様に強迫的な性格傾向を有する。
ANは精神神経疾患の中では致死率が高い疾患のひとつであり、最終的な致死率は5%-20%程度である。主な死因は極度の低栄養による感染症や不整脈である。患者は自己の体重が減少することに恍惚を感じるため、自殺が死因となることは神経性大食症(過食症)と比較して少ないが、抑うつを伴い自殺を企図する例もある。ANは自らが太ることに対する恐怖感や、体重を落とすことに対する快感を覚える精神的要因から無食欲状態に陥り、食事を摂らないか、極端に少量しか摂らなくなり、無理して食べると嘔吐してしまう。あるいは飢餓状態から突如過食をし、その後自己誘発嘔吐などの代償行為を行う。
主な合併症は以下のとおりである。
- 極度の体重減少
- 無月経（女性）
- 若年性更年期障害
- 活動性の上昇、易興奮性、睡眠障害
- 抑うつ症状
- 食物への興味の上昇…しばしば料理関係の情報を収集する
- 強迫的な思考
- 強い拘り（強迫的傾向）
- 感情の統制水準が低下する
- 物事に興味・関心がなくなる・笑わなくなる
- 自傷行為
- 手掌・足底の黄染（高カロテン血症）
- 低血圧
- 低体温
- 徐脈
- 便秘、腹痛
- 貧血
- 電解質代謝異常、特に低カリウム血症
- 骨粗鬆症
- 続発性甲状腺機能低下症
- 色素性痒疹…胸や肩などに痒みの強い発疹が出現する皮膚疾患

電解質代謝異常は利尿剤の乱用が見られる症例では起こりやすく、時に低カリウム血症から致死性の不整脈をきたし急死することがある。またこれらの個人に属する症状に加えて、極度の体重減少や易刺激性が、周囲との関係不良をもたらすことも大きな問題となる。

## 診断基準

### DSM-IV-TR
DSM-IV-TRでは次の4項目を満たすと神経性無食欲症と診断される。排出行動が見られるかによって、制限型とむちゃ食い/排出型に分かれる。
A. 年齢と身長に対する正常体重の最低限、またはそれ以上を維持することの拒否 (例: 期待される体重の85%以下の体重が続くような体重減少；または成長期間中に期待される体重増加がなく、期待される体重の85%以下になる)
B. 体重が不足している場合でも、体重が増えること、または肥満することに対する強い恐怖
C. 自分の体重または体型の感じ方の障害、自己評価に対する体重や体型の過剰な影響、または現在の低体重の重大さの否認
D. 初潮後の女性の場合は、無月経、すなわち月経周期が連続して少なくとも3回欠如する (エストロゲンなどのホルモン投与後にのみ月経が起きている場合, その女性は無月経とみなされる)
病型
制限型：現在の神経性無食欲症のエピソード期間中、その人は規則的にむちゃ食いや排出行動（つまり、自己誘発性嘔吐、または下剤、利尿剤、または浣腸の誤った使用）を行ったことがない
むちゃ食い/排出型：現在の神経性無食欲症のエピソード期間中、その人は規則的にむちゃ食いや排出行動（すなわち、自己誘発性嘔吐、または下剤、利尿剤、または浣腸の誤った使用）を行ったことがある

### ICD-10
確定診断のためには，以下の障害のすべてが必要である。
(a) 体重が（減少したにせよ、はじめから到達しなかったにせよ）期待される値より少なくとも15%以上下まわること、あるいはQuetelet's body-mass index（BMI）が17.5以下、前思春期の患者では、成長期に本来あるべき体重増加がみられない場合もある。
(b) 体重減少は「太る食物」を避けること。また、自ら誘発する嘔吐、緩下薬の自発的使用、過度の運動、食欲抑制薬および/または利尿薬の使用などが1項以上ある。
(c) 肥満への恐怖が存在する。その際、特有な精神病理学的な形をとったボディイメージのゆがみが、ぬぐい去りがたい過度の観念として存在する。
(d) 視床下部下垂体性腺系を含む広汎な内分泌系の障害が、女性では無月経、男性では性欲、性的能力の減退を起こす（明らかな例外としては、避妊用ピルとして最もよく用いられているホルモンの補充療法を受けている無食欲症の女性で、性器出血が持続することがある）。また成長ホルモンの上昇、甲状腺ホルモンによる末梢の代謝の変化、インスリン分泌の異常も認められることがある。
(e) もし発症が前思春期であれば、思春期に起こる一連の現象は遅れ、あるいは停止することさえある（成長の停止。少女では乳房が発達せず、一次性の無月経が起こる。少年では性器は子どもの状態のままである）。回復すれば思春期はしばしば正常に完了するが、初潮は遅れる。

## 疫学
摂食障害全体が日本で増加し始めたのは1970年代からであり、現代における有病率はアメリカやヨーロッパの先進各国と同水準である。ダイエットが若年層の一大関心事である日本におけるANは、若年層、特に青年期の女性に非常に多いことが特徴である。若年男性でのANの発症も見られるが、男女比はおよそ1対20である。発症年齢が年々低年齢化しており、小学生での発症も増加している。近年では思春期以降で発症する人も増加傾向にある。治療は一般に困難であり、長い時間がかかる。合併症や自殺のために経過の途中で死亡する例もある（5%～15%程度）。一方で、近代的なダイエットとは無縁のアフリカにおいてAN様の病像を呈する症例の報告があり、宗教的信念との関連が考えられている。

## 病理学
摂食障害は拒食と過食が主な症状であるが、相互に排他的な疾患ではないため、背景にある精神病理を把握することが求められる。

### 拒食
神経性無食欲症が爆発的に増加したのは、1960年代から1970年代にかけてと言われる。1966年にはイギリス出身のモデルであるレズリー・ホーンビーがデビューし、ツイッギー（トゥイッギーまたはトゥイギーとも。「小枝のような」「ほっそりした」の意）という愛称で親しまれた。「妖精」と謳われた華奢な体型の彼女は、ロンドンで行われた人気アンケートで年々順位を上げ、1976年には首位に立っている。社会の価値観はそれまでのグラマラスな女性像に代わり、スリムな女性を理想像として迎えた。やせていることは克己心、禁欲、美しさ、高い精神性などの隠喩が込められており、今や「やせることは女性にとって価値があること」になった。摂食障害の人にとって、この「価値があること」がキーワードなのである。
自分には何の取り柄も無いという自己不信を根底に抱える人は、その抑うつを防衛するために、人とは際立って違う、優れた、特別な自分であり続けなければならない。彼らは幼い頃から常に「自分が自分以上でなければならない」という強迫観念に支配されている。やせを実現するには、食欲を抑え、自分に打ち克つ必要がある。やせる事に成功した時には、自分をコントロールすることが出来たという万能感が得られる。幼い頃から課題に挑戦し、自分に打ち克って結果を得てきた彼らは、結果を出す事で得られる賞賛と万能感により、中核にある自己不信を救済する。
彼らは負けず嫌いであり、そしていつも負けていると思っている。現実の中で特別な価値の獲得に失敗した人は、「せめてやせていないと取り柄がない」という感覚から、誰もが望み、簡単には出来ないダイエットへと挑戦する。やせることは最も身近な外的価値の収得であり、ダイエットの成功は直接的に自己価値を高める。それはやせることには価値があり、その為には努力しなければならないからである。価値意識は「どれだけやせているか」へと変換され、体重増加は恐ろしいほどの価値の低下に繋がる。他と変わらない体重は「並」「平凡」「普通」であるため、輝くことで自己不信を払拭してきた彼らには決して許容することが出来ない。やせを希求する女性にとって、男性はほとんど意識されておらず、その競争相手は同じ女性である。人よりやせていることは、現代社会の価値観においては「勝った」ことに繋がる。人よりやせる事は、常に人より上に立ちたい、勝ちたい、輝きたいと願う彼らの存在証明でもある。拒食は自己愛の病理と深く関連しており、自己愛性心性を扱うことが求められる。

## 原因
摂食障害の病因についてこれまで様々な仮説が唱えられてきた。肥満蔑視・やせに価値があるという社会文化的要因、成熟拒否や自己同一性獲得の失敗等の心理的要因、脳機能の異常に原因を求める生物学的要因等である。しかし現代においてはそれらが相互に複雑に関連し合って発症に至ると考えられている。これはANについても同様である。

### 社会文化的要因
社会文化的要因はANの発症に深く関与している。メディアにおいてやせた女性、元気で快活な女性が賞賛され、内面よりも外見を重視するような風潮はANの発症の大きな要因であろう。実際に12~21歳の2862人の思春期少女を18か月間追跡調査したところ、90人が摂食障害を新たに発症したが、発症に関与した因子として一人で食事をすること、少女雑誌をよく読むことやラジオをよく聴くことが挙げられたという研究もあり、スリムな体型に高い価値を置くという現代の社会背景の影響がうかがわれる。
芸能界やモデル業界などの美を競う業界や、痩せていることが重要だと考えられているスポーツ選手においてANにかかる患者がいることが注目を集めている。2006年にはファッションモデルのアナ・カロリナ・レストンが21歳の若さで死亡したことで話題となった。2007年にはイタリアでの拒食症啓発キャンペーンポスターにモデルのイザベル・カロが出演。極端に痩せたヌード姿をさらし、細身の体形が常識とされていたファッションモデル界に一石を投じた。カロは13歳の頃から拒食症に苦しみ、撮影時の身長は165cm、体重は30kgだった。2010年に死去（死因は非公表）。
また、日本においては青少年のANによる初診外来患者数は2019年の203人であったところ、2020年の新型コロナウイルス感染症の世界的流行影響下により、2020年にはその1.6倍である318人、翌2021年においても横ばいの323人と増加しており、若年世代患者の増加と病床数の不足が社会問題化している。国立成育医療センターはその原因として、コロナ禍において感染拡大による休校・学級閉鎖、行事などのアクティビティが中止になったこと、新型コロナウイルス感染症への不安、また、コロナ太り対策のダイエット特集の報道、SNSでの情報、運動を推奨する教員や保護者などからのアドバイスに子どもたちが過度に影響を受けた可能性を推測している。

### 心理的要因
心理的要因が発病に影響しているのは明らかである。海外の研究においては摂食障害の患者は健康な人間よりも高い確率で幼少期に性的虐待を含む虐待を受けた経験をもつという報告もあるが、他の精神疾患においても高い確率で性的虐待の既往が報告されており、摂食障害と性的虐待を直接的な因果関係は不明である。また、かつて1970年代などの初期の研究において、高学歴や家庭の経済状態がよいことなどがANの罹患率と相関するという報告がなされ広く信じられていたが、これら不適切な親子関係を起因すると類推するいわゆる「家族モデル」は
その後の研究においてこの説を支持しないか、むしろ逆の結果が示されることもある。
その他にも力動精神医学的な観点から様々な考察がなされている。
- 性的な成熟に対する恐怖・女性であることの否定：女性は第二次性徴を迎えると、皮下脂肪をたくわえ身体が丸みを帯び、乳房がふくらむなど身体が変化する。これらの変化に伴い、男性の性的関心の対象となるのを嫌悪・拒絶する心理がAN発症の因子となる。
- 肥満恐怖：肥満への恐怖・嫌悪が存在することが多い。「太っている」などとからかわれることが発症のきっかけとなる場合も多い。これは自尊心の易傷性が特徴である。
- 母親となることの拒絶：摂食拒否によって母親になることを拒絶しているという説。
- 対人関係の障害：原因なのか結果なのかは不明であるが、対人関係に障害を有する症例が多い。
- 失感情症（アレキシサイミア）：自らの感情に気づくことができない・できにくいことを「失感情症（アレキシサイミア）」という。ANも失感情症の要素があることが指摘されており、自らのストレスやつらい気持ちに気づかず（否認して）、その代わり身体症状で表現しているという可能性がある。
- 完璧主義・強迫性はAN患者においてよくみられる性格標識である。
- 嗜癖（依存症）としての要素：ANの初期に摂食量を制限して体重が減るという結果を得て満足し、更に摂食量制限にふけり、独特の気分高揚を示すことがある。この心性は薬物依存やギャンブル依存などの嗜癖行動との共通点があると言われている。[要出典]

### 生物学的要因
様々な研究が報告されている。器質的な脳の病変の存在は明らかにされていないが、二卵性双生児よりも一卵性双生児の方が一致率が高いこと、AN患者の家族にはうつ病、アルコール依存、強迫性障害や摂食障害が多いことから遺伝的要因の関与も考えられている。ANの発病に関連する遺伝子もいくつか見いだされてはいるが、結論は出ていない。視床下部におけるドパミン、ノルアドレナリン活性の異常を指摘する研究もある。出産時の合併症（頭蓋内出血、低体重など）がANの罹患率を増加させるという疫学的研究もある。
福井大学の研究チームが、拒食症患者の脳の特定部位（感情や行動を抑制する下前頭回）が縮小していることを突き止め、論文を発表した。拒食症が原因で下前頭回の容量が低下するのか、容量低下により拒食症になるのかの相関関係は未解明だが、拒食症の一つの指標として、治療効果の判断基準になり得るとしている。

## 治療
拒食と過食は周期的に繰り返される場合が多く、心療内科医・精神科医や心理カウンセラーの心理的なカウンセリングを受けることが有効である。しかし患者は、問診で拒食や過食を否認し、専門性の高い医師は多くないのが現状である。拒食や過食の食行動異常が注目されやすいが、たとえ体重が適性値に戻っても、その背景にある心の問題が解決されないと、再び摂食障害に陥ってしまう。背景の問題解決には、周囲の協力が必要である。特に家族ガイダンスは有効である。
治療は精神療法が中心となる。対症療法として抑うつ症状には薬物療法が用いられる（「うつ病#治療」も参照）。家族カウンセリングが行われる場合もある。患者が病気であることを否認する場合や、ANの存在を容認したとしても治療拒否の姿勢を示す場合はよくみられる。さらには治療を認める姿勢を見せて、実際には出された食事を隠れて捨てるなどの行為がとられる場合もある。
治療にあたっては、体重増加のみを治療目的とすべきではない。「とにかく食べろ」といった強硬な姿勢を家族や治療者が見せることは逆効果となる。長い間ANと戦っている患者にとって、食物を食べること自体が大変な苦痛・恐怖につながるためである。また体重増加以外にも患者の主体性を重視し、人間としての成熟、対人関係の充実、実生活での適応などを援助することが重要である。摂食障害全般を扱う自助グループが全国に存在する。治療により軽快した場合、再発や、神経性大食症の発症に注意する必要がある。厚生労働省の特定疾患に該当し、治療法についても重点的に研究が進められている。

### 精神療法
精神療法としては、力動的精神療法、認知行動療法、行動療法、認知療法、対人関係療法、家族療法がある。栄養リハビリテーションも必要である。
動機づけ面接などを用いて、これらの治療への動機づけを高めることも推奨される。また、神経性無食欲症を引き起こすストレスに対する、適切な対処行動（気分転換など。「ストレス管理」を参照）を習得できるようサポートすることや、体型や体重以外に存在する患者自身の価値を積極的に認め、自尊心を高められるよう支援することも重要とされる。

#### 認知行動療法
認知行動療法では、患者の訴えに受容的・共感的に耳を傾けながら、患者の状況や心理に即して認知行動モデルを用いたフォーミュレーションを行い、拒食を引き起こしている要因に認知面・行動面から協同でアプローチしていく。その中で、食事・体重・体型へのこだわりや信念をアセスメントシートに書き出し、認知再構成法と行動実験を用いてそれらのこだわりや信念を無理なく変えていけるよう支援していく。望ましい変化がみられた場合は、患者自身の力で前進したことを実感できるよう、適切な承認・賞賛の言葉かけを行う。
まず認知再構成法では、客観的事実に基づいて、こだわりや信念（「パンは絶対に食べてはならない」など）を新たな思考（「パンを食べると太るなら、世の中太った人だらけのはず」・「私は本当はパンが好き。好きなものは規制せず食べて良い」など）に変えていけるようサポートする。次に行動実験を用い、新たな思考に沿った行動をしてみた結果（「好きなものを規制せず食べても、体型も変わらなかった」など）から、新たな思考が機能的であることを実感できるよう支援する。
さらに、治療者のサポートのもと他者との会話の場を設け、他者は体型や体重で人を評価することはなく性格や雰囲気などの全体で人を認識しているという事実や、体重が増減しても体型は生まれつきの骨格により決まっているため変わらないという事実を確認するサポートをしたり、体型や体重以外の点に着目し自己評価を高められるようサポートしたりすることが、有効であるという示唆もある。
なお、「食事量を増やしたら、体型が太るのではないか」という認知と拒食行動との関連がみられる場合、食事量を増やしながら2週間後にチェックをし、「食事量を増やしても、（体型は骨格により決まっているので）太ることはない」という気づきを得られるようサポートする。同時に、「3食きちんと食べたら、体重が増加し続けるのではないか」という認知と拒食行動との関連がみられる場合、3食食べつつ2週間後にチェックをし、「3食きちんと食べても、標準体重になると体重増加が止まる」という気づきを得られるようサポートする。

### 薬物療法
摂食障害は心の病理を有する疾患であり、薬物療法の効果は限局的であることから、他の治療法を容易にする、あるいは効果を高める補助療法として用いられる。

### マインドフルネス瞑想
マインドフルネス瞑想により患者の不安が低減すること、不安に関わる脳領域の活動が変化することを京都大学が2023年に発表している。

## 人物
日本では、ANは一般的には「拒食症」の名前で知られており、その患者の実態はたびたびドキュメンタリーとしてメディアに取り上げられることがある。
- カーペンターズのカレン・カーペンターが、拒食症から心臓発作を起こして死亡した際、日本やアメリカ合衆国で大きな話題を呼び、注目される疾患となった[43]。なお、鈴木その子の息子も、同様の病気で死亡している。
- オーストリアのエリーザベト皇后も、嫁姑問題を契機にANを発症したといわれている。
- 1990年代には、ともさかりえ、宮沢りえが拒食症による極端なやせ方をした為、「りえ痩せ」という言葉があり、比較的若い女性や妊娠可能年齢に達した少女にも見られる。